# Oleg Grigor'ev
Oleg Georgievič Grigor'ev (in russo Олег Георгиевич Григорьев?; Mosca, 25 dicembre 1937) è un ex pugile sovietico che ha gareggiato per l'Unione Sovietica, vincendo la medaglia d'oro alle Olimpiadi di Roma 1960 nei pesi gallo.

## Carriera
È stato vice Campione nel 1957 e Campione dell'Unione Sovietica nel 1958, 1962, 1963, 1964 e 1965.
Ha vinto la medaglia d'oro ai Campionati europei di pugilato dilettanti, nei pesi gallo, a Praga 1957, Mosca 1963, Berlino 1965 e la medaglia d'argento a Lucerna 1959.
Ha partecipato alle Olimpiadi di Roma nel 1960, dove ha conquistato la medaglia d'oro battendo in finale l'italiano Primo Zamparini. Nelle successive Olimpiadi di Tokyo, nel 1964, è stato eliminato nei quarti di finale dopo aver sconfitto, negli ottavi, l'italiano Franco Zurlo.
Ha combattuto, nella sua carriera tra i dilettanti, 196 match, vincendone 176. Non è mai potuto passare tra i professionisti non essendo ciò consentito, all'epoca, nei paesi a regime comunista.